# Seznam premiérů Japonska
Toto je seznam předsedů japonských vlád. Možná hledáte Seznam japonských císařů.
V prvním sloupci (č. V, číslo vlády) jsou očíslovány jednotlivé kabinety, v druhém sloupci (č. O, osobní číslo) jsou očíslovány jednotlivé osoby. Například Jasuo Fukuda je 58. osobou stojící v čele vlády, ale jeho kabinet je už 91. od dob Hirobumi Itóa.
Všechna jména jsou uváděna podle „západních“ konvencí, tedy nejprve křestní jméno a následně příjmení.

## Předsedové vlády v 19. století
| č. V                                                                           | č. O | Jméno                               | Portrét | Nástup do úřadu   | Odchod z úřadu    | Politická strana                                      |
| ------------------------------------------------------------------------------ | ---- | ----------------------------------- | ------- | ----------------- | ----------------- | ----------------------------------------------------- |
| 1                                                                              | 1    | Hirobumi Itó                        |         | 22. prosince 1885 | 30. dubna 1888    | Žádná                                                 |
| 2                                                                              | 2    | Kijotaka Kuroda                     |         | 30. dubna 1888    | 25. října 1889    | Žádná                                                 |
|                                                                                |      | Sanetomi Sandžó                     |         | 25. října 1889    | 24. prosince 1889 | Žádná                                                 |
| 3                                                                              | 3    | Aritomo Jamagata                    |         | 24. prosince 1889 | 6. května 1891    | Žádná                                                 |
| 4                                                                              | 4    | Masajoši Macukata                   |         | 6. května 1891    | 8. srpna 1892     | Žádná                                                 |
| 5                                                                              |      | Hirobumi Itó 2. volební období      |         | 8. srpna 1892     | 31. srpna 1896    | Žádná                                                 |
| V mezidobí byl úřadujícím předsedou vlády předseda Tajné rady Kijotaka Kuroda. |      |                                     |         |                   |                   |                                                       |
| 6                                                                              |      | Masajoši Macukata 2. volební období |         | 18. září 1896     | 12. ledna 1898    | Žádná                                                 |
| 7                                                                              |      | Hirobumi Itó 3. volební období      |         | 12. ledna 1898    | 30. června 1898   | Žádná                                                 |
| 8                                                                              | 5    | Šigenobu Ókuma                      |         | 30. června 1898   | 8. listopadu 1898 | Kenseitó (Konstituční strana)                         |
| 9                                                                              |      | Aritomo Jamagata 2. volební období  |         | 8. listopadu 1898 | 19. října 1900    | Žádná                                                 |
| 10                                                                             |      | Hirobumi Itó 4. volební období      |         | 19. října 1900    | 10. května 1901   | Rikken Seijúkai (Společnost přátel konstituční vlády) |

## Předsedové vlády v 20. století do konce druhé světové války
| č. V                                                                            | č. O | Jméno                                                   | Portrét       | Nástup do úřadu    | Odchod z úřadu    | Politická strana                                      |
| ------------------------------------------------------------------------------- | ---- | ------------------------------------------------------- | ------------- | ------------------ | ----------------- | ----------------------------------------------------- |
| 10                                                                              |      | Hirobumi Itó 4. volební období                          |               | 19. října 1900     | 10. května 1901   | Rikken Seijúkai (Společnost přátel konstituční vlády) |
| V mezidobí byl úřadujícím předsedou vlády předseda Tajné rady Kinmoči Saiondži. |      |                                                         |               |                    |                   |                                                       |
| 11                                                                              | 6    | Taró Kacura (generál ve výslužbě)                       |               | 2. června 1901     | 7. ledna 1906     | Žádná                                                 |
| 12                                                                              | 7    | Kinmoči Saiondži                                        |               | 7. ledna 1906      | 14. července 1908 | Rikken Seijúkai                                       |
| 13                                                                              |      | Taró Kacura 2. volební období (generál ve výslužbě)     |               | 14. července 1908  | 30. srpna 1911    | Žádná                                                 |
| 14                                                                              |      | Kinmoči Saiondži 2. volební období                      |               | 30. srpna 1911     | 21. prosince 1912 | Rikken Seijúkai                                       |
| 15                                                                              |      | Taró Kacura 3. volební období (generál ve výslužbě)     |               | 21. prosince 1912  | 20. února 1913    | Žádná                                                 |
| 16                                                                              | 8    | Gombei Jamamoto (admirál ve výslužbě)                   |               | 20. února 1913     | 16. dubna 1914    | Žádná                                                 |
| 17                                                                              |      | Šigenobu Ókuma 2. volební období                        |               | 16. dubna 1914     | 9. října 1916     | Rikken Dóšikai                                        |
| 18                                                                              | 9    | Masatake Terauči generál v aktivní službě               |               | 9. října 1916      | 29. září 1918     | Žádná                                                 |
| 19                                                                              | 10   | Takaši Hara                                             |               | 29. září 1918      | 4. listopadu 1921 | Rikken Seijúkai                                       |
| V mezidobí byl úřadujícím předsedou vlády ministr zahraničí Jasuja Učida.       |      |                                                         |               |                    |                   |                                                       |
| 20                                                                              | 11   | Korekijo Takahaši                                       |               | 13. listopadu 1921 | 12. června 1922   | Rikken Seijúkai                                       |
| 21                                                                              | 12   | Tomosaburó Kató (admirál ve výslužbě)                   |               | 12. června 1922    | 24. srpna 1923    | vláda národní jednoty                                 |
| V mezidobí byl úřadujícím předsedou vlády ministr zahraničí Jasuja Učida.       |      |                                                         |               |                    |                   |                                                       |
| 22                                                                              |      | Gombei Jamamoto 2. volební období (admirál ve výslužbě) |               | 2. září 1923       | 7. ledna 1924     | vláda národní jednoty                                 |
| 23                                                                              | 13   | Keigo Kijoura                                           |               | 7. ledna 1924      | 11. června 1924   | Žádná                                                 |
| 24                                                                              | 14   | Takaaki Kató                                            |               | 11. června 1924    | 2. srpna 1925     | Kenseitó, Rikken Seijúkai a Kakušin                   |
|                                                                                 |      | Takaaki Kató                                            | 2. srpna 1925 | 28. ledna 1926     | Kenseitó          |                                                       |
| V mezidobí byl úřadujícím předsedou vlády ministr vnitra Reidžiró Wakacuki.     |      |                                                         |               |                    |                   |                                                       |
| 25                                                                              | 15   | Reidžiró Wakacuki                                       |               | 30. ledna 1926     | 20. dubna 1927    | Kenseitó                                              |
| 26                                                                              | 16   | Giiči Tanaka (generál ve výslužbě)                      |               | 20. dubna 1927     | 2. července 1929  | Rikken Seijúkai                                       |
| 27                                                                              | 17   | Osači Hamaguči                                          |               | 2. července 1929   | 14. dubna 1931    | Rikken Minseitó                                       |
| 28                                                                              |      | Reidžiró Wakacuki 2. volební období                     |               | 14. dubna 1931     | 13. prosince 1931 | Rikken Minseitó                                       |
| 29                                                                              | 18   | Cujoši Inukai                                           |               | 13. prosince 1931  | 16. května 1932   | Rikken Seijúkai                                       |
| V mezidobí byl úřadujícím předsedou vlády ministr financí Korekijo Takahaši.    |      |                                                         |               |                    |                   |                                                       |
| 30                                                                              | 19   | Makoto Saitó (admirál ve výslužbě)                      |               | 26. května 1932    | 8. července 1934  | vláda národní jednoty                                 |
| 31                                                                              | 20   | Keisuke Okada (admirál ve výslužbě)                     |               | 8. července 1934   | 9. března 1936    | vláda národní jednoty                                 |
| 32                                                                              | 21   | Kóki Hirota                                             |               | 9. března 1936     | 2. února 1937     | vláda národní jednoty                                 |
| 33                                                                              | 22   | Sendžúró Hajaši (generál ve výslužbě)                   |               | 2. února 1937      | 4. června 1937    | vláda národní jednoty                                 |
| 34                                                                              | 23   | Fumimaro Konoe                                          |               | 4. června 1937     | 5. ledna 1939     | vláda národní jednoty                                 |
| 35                                                                              | 24   | Kiičiró Hiranuma                                        |               | 5. ledna 1939      | 30. srpna 1939    | vláda národní jednoty                                 |
| 36                                                                              | 25   | Nobujuki Abe (generál ve výslužbě)                      |               | 30. srpna 1939     | 16. ledna 1940    | vláda národní jednoty                                 |
| 37                                                                              | 26   | Micumasa Jonai (admirál ve výslužbě)                    |               | 16. ledna 1940     | 22. července 1940 | vláda národní jednoty                                 |
| 38                                                                              |      | Fumimaro Konoe 2. volební období                        |               | 22. července 1940  | 18. července 1941 | Taisei Jokusankai                                     |
| 39                                                                              |      | Fumimaro Konoe 3. volební období                        |               | 18. července 1941  | 18. října 1941    | Taisei Jokusankai                                     |
| 40                                                                              | 27   | Hideki Tódžó generál v aktivní službě                   |               | 18. října 1941     | 22. července 1944 | Žádná                                                 |
| 41                                                                              | 28   | Kuniaki Koiso generál v aktivní službě                  |               | 22. července 1944  | 7. dubna 1945     | Žádná                                                 |
| 42                                                                              | 29   | Kantaró Suzuki (admirál ve výslužbě)                    |               | 7. dubna 1945      | 17. srpna 1945    | vláda národní jednoty                                 |

## Předsedové vlády v 20. století po druhé světové válce
| č. V                                                                          | č. O | Jméno                               | Portrét | Nástup do úřadu    | Odchod z úřadu     | Politická strana                   |
| ----------------------------------------------------------------------------- | ---- | ----------------------------------- | ------- | ------------------ | ------------------ | ---------------------------------- |
| 43                                                                            | 30   | Princ Naruhiko Higašikuni           |         | 17. srpna 1945     | 9. října 1945      | vláda národní jednoty              |
| 44                                                                            | 31   | Kidžúró Šidehara                    |         | 9. října 1945      | 22. května 1946    | vláda národní jednoty              |
| 45                                                                            | 32   | Šigeru Jošida                       |         | 22. května 1946    | 24. května 1947    | Liberální strana                   |
| 46                                                                            | 33   | Tecu Katajama                       |         | 24. května 1947    | 10. března 1948    | Japonská socialistická strana      |
| 47                                                                            | 34   | Hitoši Ašida                        |         | 10. března 1948    | 15. října 1948     | Demokratická strana                |
| 48                                                                            |      | Šigeru Jošida 2. volební období     |         | 15. října 1948     | 16. února 1949     | Liberální strana                   |
| 49                                                                            |      | Šigeru Jošida 3. volební období     |         | 16. února 1949     | 30. října 1952     | Liberální strana                   |
| 50                                                                            |      | Šigeru Jošida 4. volební období     |         | 30. října 1952     | 21. května 1953    | Liberální strana                   |
| 51                                                                            |      | Šigeru Jošida 5. volební období     |         | 21. května 1953    | 10. prosince 1954  | Liberální strana                   |
| 52                                                                            | 35   | Ičiró Hatojama                      |         | 10. prosince 1954  | 19. března 1955    | Demokratická strana                |
| 53                                                                            |      | Ičiró Hatojama 2. volební období    |         | 19. března 1955    | 22. listopadu 1955 | Demokratická strana                |
| 54                                                                            |      | Ičiró Hatojama 3. volební období    |         | 22. listopadu 1955 | 23. prosince 1956  | Liberálně demokratická strana      |
| 55                                                                            | 36   | Tanzan Išibaši                      |         | 23. prosince 1956  | 25. února 1957     | Liberálně demokratická strana      |
| 56                                                                            | 37   | Nobusuke Kiši                       |         | 25. února 1957     | 12. června 1958    | Liberálně demokratická strana      |
| 57                                                                            |      | Nobusuke Kiši 2. volební období     |         | 12. června 1958    | 19. července 1960  | Liberálně demokratická strana      |
| 58                                                                            | 38   | Hajato Ikeda                        |         | 19. července 1960  | 8. prosince 1960   | Liberálně demokratická strana      |
| 59                                                                            |      | Hajato Ikeda 2. volební období      |         | 8. prosince 1960   | 9. prosince 1963   | Liberálně demokratická strana      |
| 60                                                                            |      | Hajato Ikeda 3. volební období      |         | 9. prosince 1963   | 9. listopadu 1964  | Liberálně demokratická strana      |
| 61                                                                            | 39   | Eisaku Sató                         |         | 9. listopadu 1964  | 17. února 1967     | Liberálně demokratická strana      |
| 62                                                                            |      | Eisaku Sató 2. volební období       |         | 17. února 1967     | 14. ledna 1970     | Liberálně demokratická strana      |
| 63                                                                            |      | Eisaku Sató 3. volební období       |         | 14. ledna 1970     | 7. července 1972   | Liberálně demokratická strana      |
| 64                                                                            | 40   | Kakuei Tanaka                       |         | 7. července 1972   | 22. prosince 1972  | Liberálně demokratická strana      |
| 65                                                                            |      | Kakuei Tanaka 2. volební období     |         | 22. prosince 1972  | 9. prosince 1974   | Liberálně demokratická strana      |
| 66                                                                            | 41   | Takeo Miki                          |         | 9. prosince 1974   | 24. prosince 1976  | Liberálně demokratická strana      |
| 67                                                                            | 42   | Takeo Fukuda                        |         | 24. prosince 1976  | 7. prosince 1978   | Liberálně demokratická strana      |
| 68                                                                            | 43   | Masajoši Óhira                      |         | 7. prosince 1978   | 9. listopadu 1979  | Liberálně demokratická strana      |
| 69                                                                            |      | Masajoši Óhira 2. volební období    |         | 9. listopadu 1979  | 12. června 1980    | Liberálně demokratická strana      |
| V mezidobí byl úřadujícím předsedou vlády hlavní tajemník vlády Masajoši Itó. |      |                                     |         |                    |                    |                                    |
| 70                                                                            | 44   | Zenkó Suzuki                        |         | 17. července 1980  | 27. listopadu 1982 | Liberálně demokratická strana      |
| 71                                                                            | 45   | Jasuhiro Nakasone                   |         | 27. listopadu 1982 | 27. prosince 1983  | Liberálně demokratická strana      |
| 72                                                                            |      | Jasuhiro Nakasone 2. volební období |         | 27. prosince 1983  | 22. července 1986  | Liberálně demokratická strana      |
| 73                                                                            |      | Jasuhiro Nakasone 3. volební období |         | 22. července 1986  | 6. listopadu 1987  | Liberálně demokratická strana      |
| 74                                                                            | 46   | Noboru Takešita                     |         | 6. listopadu 1987  | 3. června 1989     | Liberálně demokratická strana      |
| 75                                                                            | 47   | Sósuke Uno                          |         | 3. června 1989     | 10. srpna 1989     | Liberálně demokratická strana      |
| 76                                                                            | 48   | Tošiki Kaifu                        |         | 10. srpna 1989     | 28. února 1990     | Liberálně demokratická strana      |
| 77                                                                            |      | Tošiki Kaifu 2. volební období      |         | 28. února 1990     | 5. listopadu 1991  | Liberálně demokratická strana      |
| 78                                                                            | 49   | Kiiči Mijazawa                      |         | 5. listopadu 1991  | 9. srpna 1993      | Liberálně demokratická strana      |
| 79                                                                            | 50   | Morihiro Hosokawa                   |         | 9. srpna 1993      | 28. dubna 1994     | Japonská nová strana (Nihon šintó) |
| 80                                                                            | 51   | Cutomu Hata                         |         | 28. dubna 1994     | 30. června 1994    | Strana obrody (Šinseitó)           |
| 81                                                                            | 52   | Tomiiči Murajama                    |         | 30. června 1994    | 11. ledna 1996     | Japonská socialistická strana      |
| 82                                                                            | 53   | Rjútaró Hašimoto                    |         | 11. ledna 1996     | 7. listopadu 1996  | Liberálně demokratická strana      |
| 83                                                                            |      | Rjútaró Hašimoto 2. volební období  |         | 7. listopadu 1996  | 30. července 1998  | Liberálně demokratická strana      |
| 84                                                                            | 54   | Keizó Obuči                         |         | 30. července 1998  | 5. dubna 2000      | Liberálně demokratická strana      |
| 85                                                                            | 55   | Joširó Mori                         |         | 5. dubna 2000      | 4. července 2000   | Liberálně demokratická strana      |

## Předsedové vlády v 21. století
| č. V | č. O | Jméno                                | Portrét | Nástup do úřadu    | Odchod z úřadu     | Politická strana              | Další ministerské funkce                                              |
| ---- | ---- | ------------------------------------ | ------- | ------------------ | ------------------ | ----------------------------- | --------------------------------------------------------------------- |
| 86   |      | Joširó Mori 2. volební období        |         | 4. července 2000   | 26. dubna 2001     | Liberálně demokratická strana |                                                                       |
| 87   | 56   | Džun'ičiró Koizumi                   |         | 26. dubna 2001     | 19. listopadu 2003 | Liberálně demokratická strana | Ministr zdravotnictví a sociálních věcí Ministr pošt a telekomunikací |
| 88   |      | Džun'ičiró Koizumi 2. volební období |         | 19. listopadu 2003 | 21. září 2005      | Liberálně demokratická strana | Ministr zdravotnictví a sociálních věcí Ministr pošt a telekomunikací |
| 89   |      | Džun'ičiró Koizumi 3. volební období |         | 21. září 2005      | 26. září 2006      | Liberálně demokratická strana | Ministr zdravotnictví a sociálních věcí Ministr pošt a telekomunikací |
| 90   | 57   | Šinzó Abe                            |         | 26. září 2006      | 26. září 2007      | Liberálně demokratická strana | Hlavní tajemník vlády                                                 |
| 91   | 58   | Jasuo Fukuda                         |         | 26. září 2007      | 6. září 2008       | Liberálně demokratická strana | Hlavní tajemník vlády                                                 |
| 92   | 59   | Taró Asó                             |         | 24. září 2008      | 16. září 2009      | Liberálně demokratická strana | Ministr zahraničních věcí                                             |
| 93   | 60   | Jukio Hatojama                       |         | 16. září 2009      | 8. červen 2010     | Demokratická strana Japonska  |                                                                       |
| 94   | 61   | Naoto Kan                            |         | 8. červen 2010     | 26. srpen 2011     | Demokratická strana Japonska  |                                                                       |
| 95   | 62   | Jošihiko Noda                        |         | 30. srpen 2011     | 26. prosince 2012  | Demokratická strana Japonska  |                                                                       |
| 96   |      | Šinzó Abe 2. volební období          |         | 26. prosince 2012  | 24. prosince 2014  | Liberálně demokratická strana | Hlavní tajemník vlády                                                 |
| 97   |      | Šinzó Abe 3. volební období          |         | 24. prosince 2014  | 1. listopadu 2017  | Liberálně demokratická strana | Hlavní tajemník vlády                                                 |
| 98   |      | Šinzó Abe 4. volební období          |         | 1. listopadu 2017  | 16. září 2020      | Liberálně demokratická strana | Hlavní tajemník vlády                                                 |
| 99   | 63   | Jošihide Suga                        |         | 16. září 2020      | 4. října 2021      | Liberálně demokratická strana | Hlavní tajemník vlády                                                 |
| 100  | 64   | Fumio Kišida                         |         | 4. října 2021      | 10. listopadu 2021 | Liberálně demokratická strana |                                                                       |
| 101  |      | Fumio Kišida 2. volební období       |         | 10. listopadu 2021 | 1. října 2024      | Liberálně demokratická strana |                                                                       |
| 102  | 65   | Šigeru Išiba                         |         | 1. října 2024      | v úřadě            | Liberálně demokratická strana |                                                                       |